# Hayden Thompson

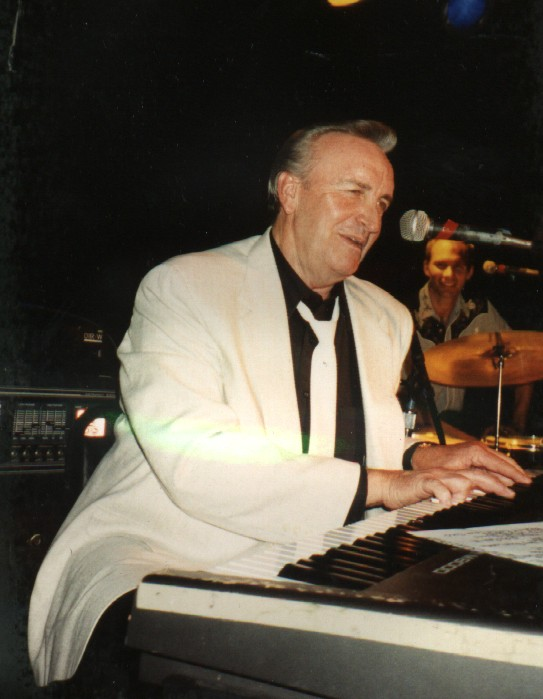
Hayden Thompson 1992

Hayden Thompson (* 5. März 1938 in Booneville, Mississippi) ist ein US-amerikanischer Rockabilly- und Country-Musiker. Thompson ist einer von vielen Musikern, die bei Sun Records hervorgingen.

## Leben

### Kindheit und Jugend
Hayden Thompson wurde 1938 in Mississippi geboren. Nachdem sein Bruder früh gestorben war, wurde Thompson das einzige Kind seiner Eltern Baxter und Thelma. Mit fünf Jahren bekam er seine erste Gitarre, die er bald zu spielen verstand, und wurde von den Country-Stars der damaligen Zeit wie Hank Snow und den Delmore Brothers beeinflusst. Zudem hörte Thompson Blues von Künstlern wie Howlin Wolf und B.B. King. Bereits als Jugendlicher begann er, im Radio und auf Talentwettbewerben aufzutreten.

### Karriere
Mit 16 Jahren gründete Thompson in der High School seine erste Band, die Southern Melody Boys. Die Gruppe bestand aus Cricket Grissom, dessen Schwester Marlin (Bass), Clyde Hill (Gitarre), Perry King (Steel Guitar) und Junior Johnson (Fiddle) und spielte hauptsächlich Coverversionen aktueller Country-Hits. Schnell wurde das lokale Label Von Records auf die Gruppe aufmerksam und veröffentlichte die erste Single der Band 1954. Obwohl sich I Feel The Blues Coming On / Act Like You Love Me gut verkaufte, blieb es die einzige Platte der Gruppe.
Thompson trennte sich von den Southern Melody Boys und bekam 1956 einen Plattenvertrag von Sam Phillips in Memphis, Tennessee, dem Besitzer der Sun Records. Bereits vorher war Thompson oft in Phillips kleinem Studio an der Union Avenue anwesend und war sogar Sänger von Slim Rhodes’ Band. Sam Phillips erklärte sich dann Ende des Jahres bereit, Thompson als Solomusiker aufzunehmen. Zusammen mit Billy Lee Rileys Band und dem jungen Jerry Lee Lewis spielte er eine Version von Little Junior Parkers Love My Baby und One Broken Heart ein. Beide Titel wurden jedoch erst fast ein Jahr später veröffentlicht, als Phillips sein neues Label Phillips International im November 1957 gründete. Jedoch wurde Bill Justis’ Song Raunchy zum Hit, womit Thompson schnell von der Bildfläche verschwand. Thompson blieb noch einige Zeit in Memphis und nahm weitere Titel auf, die aber alle nicht veröffentlicht wurden. Trotzdem nahm er an einigen Tourneen mit anderen Sun-Künstlern wie Billy Lee Riley und Sonny Burgess teil.
Thompson zog 1958 nach Chicago, wo er weiterhin Singles aufnahm und für Kapp Records auch ein Album einspielte. Einer seiner größten Fans in dieser Zeit war ein junger Sänger namens Waylon Jennings. Thompsons Platten wurden nie Hits, ermöglichten ihm aber einen Gastauftritt in der Grand Ole Opry. Da Thompson aber nun Frau und Kinder hatte, zog er sich aus dem Musikgeschäft zurück und arbeitete als Chauffeur.
In den 1980er-Jahren wurden seine Songs im Zuge des Rockabilly Revivals in Europa zu Klassikern unter Rockabilly-Fans und Thompson startete seine erste Tournee durch England. Seitdem nahm er eine Reihe von Alben auf und ist bis heute ständiger Gast auf internationalen Rockabilly-Festivals.

## Diskografie

### Singles
| 1955                    | I Feel The Blues Coming On / Act Like You Love Me | Von 79-HT 1001            |  |
| 1957                    | Love My Baby / One Broken Heart | Phillips Int. 3517        |  |
| 1960                    | Dream Love / Tom Thumb (mit der Roy Hodges Band) | Beat 1011                 |  |
| 1961                    | Whatcha Gonna Do / Summer’s Almost Over | Profile 4015              |  |
| 1963                    | Queen Bee / Pardon Me | Arlen 728                 |  |
| 1966                    | 16.88 / Here We Go Again | Kapp K-734                |  |
| 1966                    | And She Said / Eighteen Yellow Roses | Kapp K-763                |  |
| 1967                    | A Present for Mommy / You Don’t Have To Be a Baby to Cry | Kapp K-795                |  |
| 1967                    | If It’s Alright / Girl from Arkansas | Brave 1015                |  |
| 1970                    | Don’t Let It Trouble Your Mind / I Need All The Help I Can Get | Nashville North 300       |  |
| 1971                    | Long Black Train / Long Black Train | Nashville North 303       |  |
| 1973                    | I’m Left, You’re Right, She’s Gone / Blue Moon of Kentucky | Extremely Brave BOS-346   |  |
| 1973                    | I’m Left, You’re Right, She’s Gone / Blue Moon of Kentucky | Nashville North 346       |  |
| 1975                    | I’ll Kiss You Again / Tell Me That’s The Way It Will Be | HT 101                    |  |
| 1976                    | Fairlane Rock / Blues, Blues, Blues | Sun 605 (Frankreich)      |  |
| 198?                    | EP: Here’s Hayden Thompson - Kansas City - That’s Right - Mystery Train - I’m Left, You’re Right, She’s Gone                                                          | Spade 105 (UK)            |  |
| 1984                    | Shake, Rattle & Roll - Shake, Rattle and Roll - Be-Bop-a-Lula - Good Rockin' Tonight - My Baby Left Me                                                                | Sunrock CI-001 (Schweden) |  |
| 1987                    | What'm I Gonna Do / The Boy From Tupelo | Sunjay SJ-52              |  |
| 1990                    | Wrong Road Again / Pretty Little Love Love Song / Fried Chicken | Sunjay SJ-54              |  |
| 2017                    | Trouble On The Line | Blue Light                |  |
| Unveröffentlichte Titel | |                           |  |
| 1956                    | - Love My Baby (alt. Version) - One Broken Heart (alt. Version) | Sun Records               |  |
| 1957                    | - Blues, Blues, Blues (Version 1) - Blues, Blues, Blues (Version 2) - Fairlane Rock - Mama, Mama, Mama - Rockabilly Gal - You’re My Sunshine                          | Sun Records               |  |
| 1958                    | - Brown Eyed Handsome Man - Call Me Shorty - Frankie & Johnny - Goin' Steady - I’ll Hold You In My Heart                                                              |                           |  |
| 1959                    | - Kansas City Blues |                           |  |
|                         | - Congratulations To You, Joe - Don’t You Worry | Sun Records               |  |
| 1960                    | - The Keys To My Kingdom - Pretending - Your True Love |                           |  |
| 1961                    | - It Won’t Be Long Until Summer - Old Kris Kingle |                           |  |
|                         | - Pardon Me (alt. Version) |                           |  |
| 1963                    | - Guess I'd Better Be Moving Along - I Wanna Get Home - This Is Country                                                                                               |                           |  |
|                         | - I Need a Break |                           |  |
|                         | - $ 16.88 - The Four Seasons of My Life - Lonesome For My Baby - This Old Windy City                                                                                  |                           |  |
|                         | - Blue Blue Day - How I Wish - It Won’t Be Long Until September - Kansas City - Mighty Big Wall - These Boots are Made For Walkin' - Why - You’re Not Wearing My Ring | [Status unbekannt]        |  |

### Alben
- 1966: Here’s Hayden Thompson (Kapp)
- 1985: Booneville Mississippi Flash (Charly, UK)
- 1985: The Rockin' Country Man (Sunjay, Schweden)
- 198?: Rockabilly Guy 1954-1962 (Charly, UK)
- 1990: The Time Is Now (Sunjay, Schweden)
- 1999: Love My Baby (Geede)
- 2005: Rockabilly Rhythm (St. George, mit den Rhythm Rockers)
- 2007: Hayden Thompson (Blue Light, Finnland)
- 2008: Rock-a-Billy Gal: The Sun Years, Plus (Bear Family)
- 2010: Standing Tall (Blue Light)
- 2017: Learning The Game (Blue Light)